# Alcaloide tropánico

Estructura química del tropano

Los alcaloides tropánicos son una clase de alcaloides bicíclicos [3.2.1] y metabolitos secundarios que contienen un anillo de tropano en su estructura química. Los alcaloides tropánicos se producen de forma natural en muchos miembros de la familia de las solanáceas. Algunos de ellos tienen propiedades farmacológicas y pueden actuar como anticolinérgicos o estimulantes.

## Anticolinérgicos
Fármacos anticolinérgicos y delirantes:
- Atropina, racémica hyoscyamina, de la belladona (Atropa belladonna)
- Hiosciamina, el levo-isómero de atropina, del beleño (Hyoscyamus niger) y mandrágora (Mandragora officinalis)
- Escopolamina, del beleño y especies de Datura.

Las tres acetilcolinas químicas también se pueden encontrar en las hojas, tallos y flores en cantidades variables desconocidas en Brugmansia un pariente de Datura.

## Estimulantes
Estimulantes y alcaloides relacionados con la cocaína:
- Cocaína, de Erythroxylum coca
- Ecgonina, un precursor y metabolito de la cocaína
- Benzoilecgonina, un metabolito de la cocaína.
- Hydroxytropacocaina, de Erythroxylum coca
- Cinamato methylecgonina, de Erythroxylum coca

## Otros
- Catuabinas, encontrados en la catuaba, una infusión hecha de Erythroxylum vacciniifolium
- Escopina

## Tropanos no naturales
Existen algunos análogos sintéticos de alcaloides tropano, ver
- Feniltropanos

No se considera que son alcaloides por definición.